# Fideikomis
Fideikomis (lat. fideicommissum), u rimskom nasljednom pravu, jest neformalni tip zapisa iz carskog doba koji se sastoji u molbi, odnosno preporuci koju ostavitelj upućuje fiducijaru (nasljedniku ili legetaru) da učini određenu imovinsku namjenu u korist fideikomisara. Jednostavnije rečeno i shematski prikazano, fideikomis se sastoje u tome da osoba A (ostavitelj-oporučitelj) određuje da osoba B (nasljednik-fiducijar) učini određene imovinske namjene, i.e. dadne određeni dio ostavine (nasljedstva) osobi C (fideikomisaru). Iako će to izvorno biti način da se fideikomisaru ostavi određena stvar ili pravo iz ostavinske mase koju on ne može primiti kao nasljednik ili legetar iz stvarnih ili pravnih razloga, uskoro će fideikomis postati neizravni način zasnivanja nasljedstva u kojem će nasljednik-fiducijar postati tek formalni subjekt koji služi za prenašanje ostavine na fideikomisara. Fideikomis, odnosno njegov oblik fideicommissum familiae relictum, bit će jedan od instituta rimskog prava koji će doživjeti značajnu repepciju u srednjovjekovnom pravu. Upravo će taj recepirani oblik fideikomisa, kao neotuđivo nasljedno dobro, postati jednom od središnjih kategorija feudalne države i prava, a ujedno i izraz statusa nobiliteta. Iako nestaje na zalasku feudalnog društva i suvremeni pravni sustavi ga nominalno ne poznaju, ipak postoje određeni pozitivni instituti u kojima su održane njegove značajke.

## Povijesni razvoj fideikomisa u rimskoj državi
Horvat ističe da je fideikomis bio raširen već i potkraj Republike, iako tada nije imao pravnu sankciju. Osnovni razlog njegove primjena bila je prednost fideikomisa pred tada vladajućima legatima koji su bili spregnuti formalizmom ius civile Quiritium, a zahtijevali su i testamenti factio passiva na strani legetara. Upravo će zato fideikomisi biti korišteni kako bi oporučitelji zaobišli zahtjeve koje je nasljedno pravo stavljalo pred legate i izvršili određena raspolaganja u korist onih koji te zahtjeve ne zadovoljavaju, prvenstveno u pogledu pasivne oporučne sposobnosti. Isprva, kao što se navodi, fideikomis nije imao pravnog učinka i nije uživao pravnu zaštitu jer se prvenstveno zasnivao na običajnopravnoj regulaciji - stoga je on u svojim začetcima posve prepušten na poštenje fiducijara - zato i naziv: fidei (povjerenje) i commissum (prepustiti). Pravnu zaštitu fideikomis dobiva tek u doba principata i to po caru Augustu (pa se i zato datira na carsko doba) i u to u za njih posebno uvedenom kognicijskom postupku pred pretorom nadležnim za fideikomisarna pitanja (praetor fideicommissarius). Na taj se način fideikomis razvija od moralne obveze do pravnog posla s punopravnim učinkom.  

## Bitna obilježja fideikomisa
Bitna obilježja fideikomisa valja istaknuti u njihovoj opreci s obilježjima legata.
Osnovna razlika fideikomisa i legata leži u njihovoj formi: fideikomis nije mora biti naložen svečanim i imperativnim riječima već se sastojao u neformalnoj zamolbi ili preporuci. Također, on je kao i legat mogao biti nametnut nasljedniku u svojstvu onerata, ali isto tako i bilo kojem drugom subjektu koji je primio što god iz oporuke - tako je fiducijar mogao biti: (a) nasljednik, (b) legetar ili (c) fideikomisar. I sam fideikomisar - osoba u čiju se korist fideikomis čini - mogla istom oporukom ili kodicilom biti određena za fiducijara u korist drugog fideikomisara. Uz formu i subjekte kojima se zapis može nametnuti, treća značajna razlikovna karakteristika fideikomisa jest ta da je on mogao biti namijenjen osobi kojoj nedostaje pasivna oporučna sposobnost pa stoga ne može biti nasljednikom ili legetarom.  Kao i legat, fideikomis je mogao biti određen oporukom ili kodicilom s time da je potonja oporučna forma češće korištena zbog izostanka formalizma. Ne mogu se, fideikomisom, opteretiti intestatni nasljednici te sama valjanost fideikomisa ovisi o valjanosti oporuke, odnosno kodicila kojim je spregnut. Ima mogućnost nevaljanosti oporuke, a time i fideikomisa gotovo da je isključena uvođenjem kodicilarne klauzule. Sadržaj fideikomisa nije bio ograničen. Naravno, njime se mogu određivati imovinske namjene fideikomisaru, ali ne i obveze - što je ujedno i osnovna ideja zapisa jer je fideikomisar singularni, a ne i univerzalni sukcesor ostavitelja.
Ipak, navedena opreka fideikomisa s legatima neće se održati. Za konvergenciju fideikomisa i legata bitno je senatsko mišljenje Pegasianum i zakonodavna djelatnost cara Justinijana. 
Senatkonzult Pegasianum iz godine 74. odredit će da se quartam falcidiam iz lex Falcidia iz godine 40. pr. Kr. ima odnositi i na fideikomise. Naime, lex Falcidia-om je određeno, u svrhu restrikcije legata, da nasljedniku ima ostati najmanje 1/4 ostavine neoptrećene zapisima, odnosno 1/4 njegova dijela u slučaju sunasljedništva. Ako bi legati pak premašili 3/4 ukupne ostavine bili bi ništavi, odnosno smanjivali bi se do gornje zakonske granice. Takvo uređenje sada je određeno i za fideikomise. Valja navesti da se regulativa iz lex Falxicidae prvo odnosila samo na legate nametnutne oporučnim raspolaganjima, a kasnije i na legate nametnute intestatima - stoga treba držati da isto vrijedi i za fideikomise. Potpuno izjednačavanje legata i fideikomisa - u formi i učincima - nastupit će u postklasičnom pravu, a Justinijan će i formalno ukinuti sve razlike između tih vrst zapisa. Tako od Justinijana sva načela legata vrijede za fideikomise, a sva načela fideikomisa vrijede za legate. Ipak, fideikomisi će i u razdoblju justinijanske postklasike zadržati prevalenciju. Tako će biti određeno da u slučaju diskrepancije između načela legata i načela fideikomisa prednost ima dati onima fideikomisa jer su isti, zbog svoje neformalnosti, povoljniji za pravne subjekte. Tako će de facto fideikomisi postati primarni tip zapisa u postklasičnom pravu. Iz svakog takvog zapisa nastaje za zapisovnika (legetara, odnosno fideikomisara), a protiv nasljednika, obveznopravna actio in personam, ali i stvarnopravna actio in rem ako je predmet zapisa bila stvar koje se u času delacije nalazila u vlasništvu ostavitelja.

## Fideicommissum hereditatis
Fideicommissum hereditatis - ili tzv. univerzalni fideikomis prema Horvat - jest oblik fideikomisa koji se sastoji u tome da ostavitelj određuje fiducijaru da cjelokupnu ostavinu izruči fideikomisaru. U takvom svojstvu, fideikomis postaje neizravni način zasnivanja nasljedstva fideikomisara koji zbog određene zapreke ne može biti imenovan nasljednikom. Osnovni problem ovog specifičnog oblika fideikomisa bio je u tome da je fideikomisar stjecao ostavinu, odnosno njezinu aktivu kao singularni sukcesor, dok je fiducijar kao nasljednik, i.e. univerzalni sukcesor preuzimao odgovornost za ostaviteljeve obveze (dugove) koje proizlaze iz ostavinske mase, odnosno cjelokupne imovinske mase nastale confusio bonorum. Stoga su mnogi fiducijari odbijali nasljedstvo kako bi izbjegli dovođenje u situaciju u kojoj stječu jedino obveze prema ostaviteljevim vjerovnicima. Tek će senatkonzult Trebellianum iz godine 56. odrediti da izručenje nasljedstva fideikomisaru od strane fiducijara ima za posljedicu prelazak cjelokupne aktive i pasive iz nasljedstva na fideikomisara. Stoga, iako nije bio civilni nasljednik, fideikomisar stječe actio utiles spram ostavinskih dužnika, isto kao što to stječu ostavinski vjerovnici spram njega.